# Maria do Rosário Pedreira
Maria do Rosário Pedreira (Lisboa, 21 de Setembro de 1959) é uma editora, escritora, poetisa e letrista portuguesa. É a mais mediática editora portuguesa, responsável editorial no grupo Leya.

## Carreira
Frequentou o Lar Educativo João de Deus, onde fez a escola primária.
Licenciada em Línguas e Literaturas Modernas na Faculdade de Letras da Universidade de Lisboa, variante de Estudos Franceses e Ingleses, foi professora durante cinco anos, na década de 1980.
Em 1987 tornou-se editora graças ao esforço do Prof. António Manuel Baptista. Iniciou esta actividade na área dos livros de divulgação científica.
De 1989 a 1998 foi autora da colecção juvenil Clube das Chaves, com Maria Teresa Maia Gonzalez, tendo publicado 21 títulos. Publicou depois também a colecção juvenil Detective Maravilhas, com 17 volumes, em 2000.
Na LeYa edita autores como Nuno Camarneiro, Ana Cristina Silva, Vasco Luís Curado, Gabriela Ruivo Trindade, Norberto Morais, Nuno Amado, Cristina Drios, Carlos Campaniço, João Rebocho Pais e Paulo Moreiras.
Como escritora, tem publicados vários trabalhos de ficção, poesia, crónicas e literatura juvenil, procurando neste último género a transmissão de valores humanos e culturais.  Para a autora – já distinguida com alguns prémios literários –, a casa pode ser considerada como um mundo onde se encerra tudo aquilo que vai perdurando, mesmo que sob a forma da memória, nostalgicamente.
É autora de várias letras musicais, cantadas por Carlos do Carmo, António Zambujo, Aldina Duarte, Ana Moura e, mais recentemente, por Salvador Sobral.
Em 2025, é a escritora homenageada no Festival Escritaria.

## Vida pessoal
É casada com Manuel Alberto Valente, director editorial num grupo editorial rival (Porto Editora).

## Obras
Romance
- Alguns homens, duas mulheres e eu, 1993

Contos
- Chilli com Laura - na Antologia «Picante - Histórias que Ardem na Boca» (2011)[9]

Crónica
- Adeus, Futuro, 2021 (crónicas semanais no Diário de Notícias As Horas Extraordinárias reunidas)

Poesia
- A Casa e o Cheiro dos Livros, 1996 - Prémio Maria Amália Vaz de Carvalho (1996)
- O Canto do Vento nos Ciprestes, 2001
- Nenhum Nome Depois, 2004
- Poesia Reunida, [2012]
- O Meu Corpo Humano, 2022 - Prémio Literário Casino da Póvoa 2023, Prémio de Poesia de Oeiras 2024
- Esse Fado vaidoso, 2022

Literatura juvenil
- O Clube das Chaves  (co-autora) (21 volumes, 1989-1998)
- Detective Maravilhas (19 volumes, 1997 até hoje)
- A Ilha do Paraíso, 2000
- A Biblioteca do Avô, 2005
- A minha primeira Amália, ilustrações de João Fazenda, 2012
- Portuguesas Extraordinárias, ilustrações de Elsa Martins, 2018

Letras de músicas
- Flagrante - António Zambujo[10]
- O amor não se desata - Aldina Duarte
- Ninharia - Ana Moura[11]
- Mano a Mano - Salvador Sobral